# Каграманов, Джахангир Вахид оглы
Джахангир Вахид оглы Каграманов (азерб. Cahangir Vahid oğlu Qəhrəmanov: 10 февраля 1927, Куткашен, Нухинский уезд — 26 июня 1995, Баку) — азербайджанский и советский лингвист, текстолог и востоковед, доктор филологических наук (1969), профессор (1974), директор Института рукописей НАН Азербайджана (1972—1995). Считается основоположником азербайджанской лингвистической текстологии.

## Биография
Джахангир Каграманов родился 10 февраля 1927 года в селе Куткашен (ныне — город Габала) Азербайджанской ССР. В 1945 году окончил среднюю школу № 132 города Баку.
В 1945—1950 годах учился на факультете востоковедения Азербайджанского государственного университета. В 1951—1955 годах был аспирантом Московского государственного университета имени М. В. Ломоносова.
В 1955 году Каграманов защитил кандидатскую диссертацию на тему «Философская терминология в современном азербайджанском языке», а в 1969 году — докторскую диссертацию на тему «Научно-критический текст и лексика произведений Имадеддина Насими».
Работая над научно-критическим текстом дивана Насими, Каграманов уделял особое внимание изучению задействованных им в исследовании рукописей с точки зрения языкознания и тем самым, по сути, заложил основу нового направления в азербайджанской текстологии — лингвистической текстологии. Позднее в ряде текстологических исследований, проведенных под непосредственным руководством учёного, этому вопросу было уделено большое место. Текстологические исследования, проводимые в этом направлении, имеют большое значение с точки зрения изучения истории азербайджанского литературного языка, а также истории литературы.
Среди множества книг, подготовленных и изданных самим Каграмановым и составленных и изданных при его участии, особенно значимы произведения таких литераторов, как Насими, Нематулла Кишвери, Сули Факих, Мустафа Дарир, Физули, а также видный литературный критик своего времени Гусейн Эфенди Гаибов. Ряд работ некоторых из упомянутых авторов были обнаружены, исследованы и опубликованы впервые именно благодаря инициативе и научной деятельности профессора Джахангира Каграманова.
В 1970 году Указом Президиума Верховного Совета СССР был награждён медалью «За доблестный труд». В 1971—1972 годах занимал должность заместителя директора Республиканского фонда рукописей Академии наук Азербайджанской ССР (с 1986 года — Институт рукописей). В 1974 году Каграманову было присвоено звание профессора.
В 1982 году Указом Президиума Верховного Совета Азербайджанской ССР учёному было присвоено звание Заслуженного деятеля науки Азербайджанской ССР. Он также был награждён орденом «Знак Почёта».
С 1972 по 1995 год Джахангир Каграманов занимал должность директора Института рукописей Академии наук Азербайджана.
Как отмечал лингвист и директор Института языкознания имени Насими Мохсун Нагысойлу, Каграманов внёс большой вклад в развитие в Азербайджане таких новых областей науки, как рукописоведение и палеография. В 70-х и 80-х годах XX века именно по инициативе Каграманова, его участии и под его руководством были написаны сотни статей и десятки книг о ряде ценных оставшихся без должного внимания рукописей, о ряде азербайджанских авторов, имена которых были известны лишь узкому кругу специалистов. Примером тому являются исследования произведений и рукописей таких азербайджанских учёных, переводчиков и поэтов, как Абдулхади Бавази, Хатаи Тебризи, Хазини, Шарафеддин Рами Тебризи, Мохсун Насири, живших и творивших в средние века. Такие новые и эффективные научные исследования, профессионально написанные исследовательские работы быстро повысили репутацию Фонда рукописей и в 1986 году создали основу для создания на его базе Института рукописей.
С первых лет руководства Фондом рукописей профессор Джахангир Кахраманов уделял особое внимание подготовке профессиональных кадров. Под его руководством было защищено 19 кандидатских диссертаций. Он также был научным консультантом двух докторских диссертаций.
В период с 1987 по 1995 год Каграманов был председателем и участником организационной группы пяти различных научно-теоретических конференций, организованных Институтом рукописей, а в 1990 году — членом Комитета азербайджанского алфавита.
Скончался Джахангир Каграманов 26 июня 1995 года в Баку.

## Отзывы
По словам доктора филологических наук Паши Керимова, монография Каграманова «Лексика „Дивана“ Насими», изданная в 1970 году издательством «Элм» («Наука»), представляет большой интерес с точки зрения изучения азербайджанского литературного языка XIV века.

## Научные работы
Книги
- Каграманов Д. В. Философская терминология в современном азербайджанском языке. Автореф. дис. канд. филол. наук. — М., 1955.
- Каграманов Д. В. Научно-критический текст и лексика произведений Имадеддина Насими. Автореф. докт. дисс.. — Баку, 1969.
- Каграманов Дж. В. Описание археографических документов / ред. С. М. Рустамов. — Баку: Элм, 1969. — 100 с.
- Каграманов Дж. Лексика «Дивана» Насими (азерб.). — Баку, 1973.
- Низами Гянджеви: Краткий справочник / Составитель Каграманов Дж . В. — Баку: Элм, 1979.
- Каграманов Дж . В. Из сокровищницы рукописей Азербайджана. — Академия наук Азербайджанской ССР, Республиканский рукописный фонд. — Баку: Элм, 1983. — 44 с. (рус.) (англ.) (азерб.)
- Каграманов Д. В, Гаджиева 3. Т. Юсиф Маддах. Варга и Гюльшах (азербайджанский письменный памятник XIV века. Текст и грамматический очерк) = Јусиф Мәддаһ. Вәрга вә Ҝүлшаһ (XIV әср Азәрбајҹан јазылы абидәси. Мәтн вә грамматик очерк) (азерб.) / ред. Ш. Х. Халилов. — Баку: Элм, 1988. — 184 с.
- Каграманов Дж. В., Аллахяров К. Г. Рукописи произведений Низами Гянджеви в мировых хранилищах / науч. ред. Дж. В. Каграманов. — Баку: Элм, 1987. — 84 с.

Статьи
- Каграманов Д. В. К вопросу об изучении философских терминов азербайджанского литературного языка // Учёные записки Азербайджанского университета. — Баку, 1956. — № 7. — С. 63-76.
- Каграманов Дж. Об одной старинной рукописи // Доклады Академии наук Азербайджанской ССР. — 1962. — Т. XVIII, № 9. — С. 71-74.
- Каграманов Дж. В. Рукописи классиков иранской литературы, экспонируемые в Рукописном фонде Академии наук Азербайджанской ССР // Тезисы докладов Всесоюзной конференции востоковедов по иранской филологии. — Баку, 1963.
- Каграманов Д. О рукописи словаря Лютфулла ибн Юсиф Халими «Бахр-ул-Гараиб» // Труды Республиканского рукописного фонда. — Баку, 1963. — Т. II.
- Каграманов Дж. В. О составлении научно-критического текста произведений И. Насими // Доклады Академии наук Азербайджанской ССР. — 1963. — Т. ХІІ.
- Каграманов Дж. В. О словаре «Тухфат ал-абваб» // Доклады Академии наук Азербайджанской ССР. — 1967. — Т. XXIII, № 11. — С. 73-77.
- Каграманов Дж. В. Азербайджанская газель Ахмеда ибн Вейса // Доклады Академии наук Азербайджанской ССР. — 1969. — № 4.
- Каграманов Дж. В. О рукописях произведений Имадеддина Насими // Советская тюркология : журнал. — 1973. — № 5.
- Каграманов Дж. Научно-критический текст произведений Насими // Имадеддин Насими : сборник статей. — Баку, 1973.
- Каграманов Д. В. Об одной рукописи «Дивана» Кишвери (азерб.) // В сокровищнице рукописей. — Баку, 1976. — C. IV. — S. 46—52.
- Каграманов Д. В. Сокровища духовной культуры народов Востока // Известия Академии наук Азербайджанской ССР. Серия литературы, языка и искусства. — 1977. — № 3.
- Каграманов Дж. В. Коллекция тюркских рукописей рукописного фонда Азербайджана // Материалы Всесоюзного совещания Принципы научного описания археографических памятников народов Востока. — Баку: Элм, 1977.
- Каграманов Дж. В. О рукописях Насими // Советская тюркология : журнал. — 1979. — № 5.
- Каграманов Дж. В. Республиканский рукописный фонд Академии наук Азербайджанской ССР // В сокровищнице рукописей. — Баку, 1983. — Т. VI.
- Каграманов Дж. Научные поиски наследия азербайджанского поэта XIV Сеййида Имадеддина Насими // Из истории средневековой восточной философии : Б.. — 1989. — С. 139-147.